# Çekerek Irmağı
Pour les articles homonymes, voir Çekerek.
La rivière de Çekerek ou Çekerek Irmağı arrose la ville de Çekerek dans la province de Yozgat en Turquie appelée Scylax dans l'antiquité. C'est un affluent du fleuve Yeşilırmak (antique Iris) qu'il rejoint un peu en amont d'Amasya.